# ونزر (باركشير)

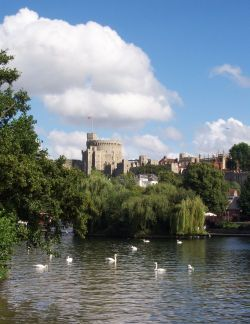
قلعة وندسور.

ويندسور أو وِنزُر (بالإنجليزية: Windsor) هي مدينة تقع إلى الغرب من مدينة لندن جنوب شرق انكلترا في المملكة المتحدة وهي مشهورة بقصر ونزر الذي طالما ارتبط بالعائلة المالكة، والحدائق المحيطة بالمدينة.

## المعالم
- قصر ونزر إحدى مقرات العائلة المالكة
- كلية إيتون في الضفة المقابلة من النهر

## توأمة
لونزر (باركشير) اتفاقيات توأمة مع كل من:
- غوسلار (1969 - )
- نويي-سور-سين (1955 - )

## أعلام
- ليزلي تشارتريس
- آن هايد
- بن شابلن
- جوناثان إدواردز
- الأميرة أليس، كونتيسة أثلون
- جون هيرشل